# Guy Bois
Guy Bois (* 25. Dezember 1934 in Fès; † 8. Juni 2019 in Antony) war ein französischer, marxistisch orientierter Historiker, Mediävist und Hochschullehrer, der für seine Beiträge zur Geschichte des Feudalismus (Feudalkrise) bekannt ist.

## Werdegang
Nach seiner Promotion über die Krise des Feudalismus in der Normandie am Ende des Mittelalters wurde er zunächst Dozent und später Professor für die mittelalterliche Geschichte an der Universität der Franche-Comté, bevor er 1988 an die Universität Paris VII wechselte, wo er bis zu seiner Emeritierung 1997 blieb.

## Werke
- Crise du féodalisme. Économie rurale et démographie en Normandie orientale du début du XIVe siècle au milieu du XVIe siècle. Paris: Presses de la Fondation nationale des sciences politiques 1976 (Cahiers de la Fondation nationale des sciences politiques 202).

- zusammen mit Étienne Balibar, Georges Labica und Jean Pierre Lefebvre: Ouvrons la fenêtre, camarades! Maspéro 1979.

- La mutation de l’an mil. Lournand, village mâconnais de l’Antiquité au féodalisme. Paris 1989.

- Umbruch im Jahr 1000. Lournand bei Cluny – ein Dorf in Frankreich zwischen Spätantike und Feudalherrschaft. Mit einem Vorwort von Georges Duby. Aus dem Franz. von Jochen Grube. Stuttgart: Klett-Cotta 1993.

- Umbruch im Jahr 1000. Lournand bei Cluny – ein Dorf in Frankreich zwischen Spätantike und Feudalherrschaft. Mit einem Vorwort von Georges Duby. Aus dem Franz. von Jochen Grube. München: Dt. Taschenbuchverlag 1999.

- La grande dépression médiévale: XIVe – XVe siècles. Le précédent d’une crise systémique. Paris 2000.

- Une nouvelle servitude: essai sur la mondialisation. O. O. 2003.